# Cratere Rand
Rand  è un cratere sulla superficie di Venere.